# Non portano lo smoking
Non portano lo smoking (Eles não usam black tie) è un film del 1981 diretto da Leon Hirszman. Vinse il Leone d'Argento alla Mostra del Cinema di Venezia.

## Riconoscimenti
- Festival di Venezia
  - Leone d'argento - Gran premio della giuria